# Praça das Esculturas
Praça das Esculturas

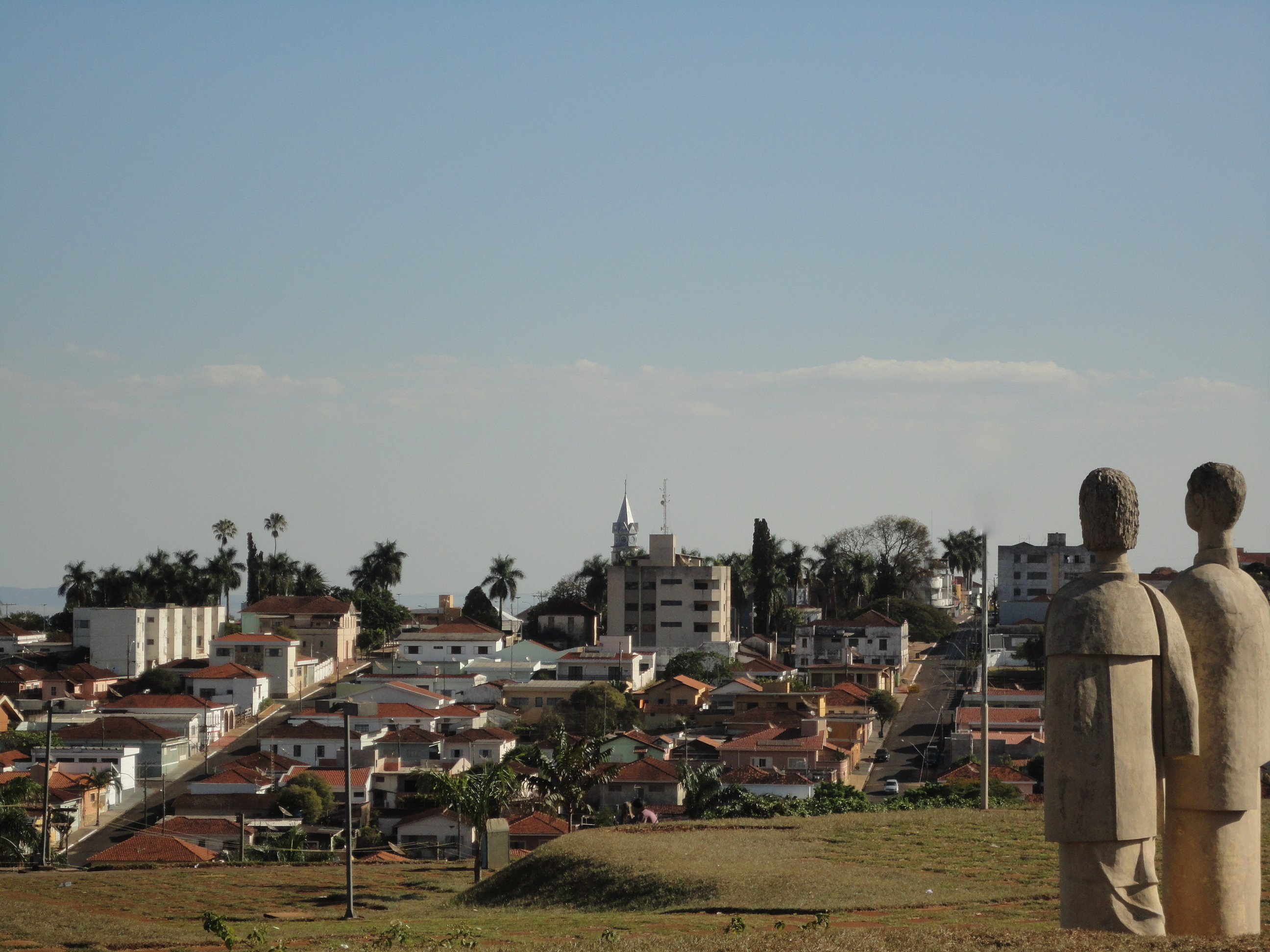
Vista Geral de Altinópolis a partir da Praça das Esculturas

A Praça das Esculturas está localizada na cidade de Altinópolis, Estado de São Paulo. É uma das mais importantes obras do artista plástico ítalo-brasileiro Bassano Vaccarini.
É considerado um dos "mais belos panoramas do nordeste paulista."

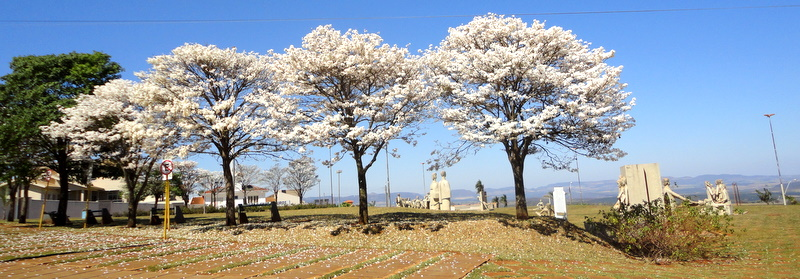
Ipês da Praça das Esculturas no mês de outubro

## História
A Praça das Esculturas é também conhecida como "Jardim das Esculturas" ou ainda "Praça Dr. Ulysses Guimarães". Foi inaugurada no ano de 1992, no mandato do então prefeito Dr. Pio Antunes de Figueiredo Júnior.

## Obras
Bassano Vaccarini utilizou-se da exaltação à mulher como fonte de inspiração para esculpir suas obras. A Praça das Esculturas possui sete monumentos com 42 esculturas.
Os sete grupos são divididos da seguinte forma:
- Mãe com criança e mulheres recepcionistas
- Equipe de mulheres
- O Casal - Homenageia o casal que doou as terras para a construção de Altinópolis. Representa o Major Garcia e sua esposa Maria Thereza Figueiredo Garcia. A escultura possui 5 metros.
- Mulher sensual
- Mulher solidão
- Figuras atravessando a parede
- Grande assembleia de mulheres - É a obra mais extensa da praça, com 20 figuras. Representa a discussão de problemas como a discriminação da mulher na sociedade, reivindicação de inclusão na política, condições de igualdade etc.